# Julio Aparicio (futbolista)
Julio Aparicio Vera (Arequipa, Perú, 30 de enero de 1955) es un exfutbolista peruano que se desempeñaba de volante.
Fue parte de la selección peruana campeón de la Copa América de 1975 y disputó las eliminatorias para el Mundial de Argentina 1978.

## Trayectoria
Fue campeón de la Copa Perú con Sportivo Huracán de Arequipa en 1973, en 1974 llegó a Lima donde obtuvo su primer título en la Primera División Peruana con Universitario de Deportes. Participó en la competición de la Copa Libertadores de 1975, donde el cuadro merengue  alcanzó las semifinales.
En 1978 pasó al Sporting Cristal donde participó en la Copa Libertadores, en 1979 obtuvo el título nacional con el cuadro rimense junto a compañeros de talla mundial como Rubén Toribio Díaz, Alfredo Quesada, Oswaldo Ramirez, Juan Carlos Oblitas entre otros.
En 1980 emigró al futbol ecuatoriano donde se enroló en el Bonita Banana Fútbol Club jugando al lado de su compatriota Marco Portilla.

## Selección Peruana
Hizo su debut con la Selección peruana el 22 de junio de 1975 y su último partido fue el 17 de julio de 1977, en total Aparicio jugó seis partidos con la Selección.  Durante este tiempo participó en la Copa América de 1975 que Perú ganó por segunda vez en su historia, en 1977 participó en la campaña de clasificación para la Copa Mundial de la FIFA 1978 jugando en la victoria por 5-0 sobre Bolivia.

### Participaciones en Copas América
| Copa              | Sede          | Resultado |
| ----------------- | ------------- | --------- |
| Copa América 1975 | Sin sede fija | Campeón   |

### Participaciones en Eliminatorias
| Eliminatorias                    | Selección | Resultado     | Partidos | Goles |
| -------------------------------- | --------- | ------------- | -------- | ----- |
| Eliminatorias Sudamericanas 1978 | Perú      | (Clasificado) | 1        | 0     |

## Clubes
| Club                      | País    | Año         |
| ------------------------- | ------- | ----------- |
| Sportivo Huracán          | Perú    | 1973        |
| Universitario             | Perú    | 1974 - 1977 |
| Sporting Cristal          | Perú    | 1978 - 1979 |
| Bonita Banana Fútbol Club | Ecuador | 1980        |

## Palmarés

### Campeonatos nacionales
| Título                    | Club             | País | Año  |
| ------------------------- | ---------------- | ---- | ---- |
| Copa Perú                 | Sportivo Huracán | Perú | 1973 |
| Primera División del Perú | Universitario    | Perú | 1974 |
| Primera División del Perú | Sporting Cristal | Perú | 1979 |

### Copas internacionales
| Título       | Selección          | Sede    | Año  |
| ------------ | ------------------ | ------- | ---- |
| Copa América | Selección del Perú | Caracas | 1975 |